# Nysätern (naturreservat, Härjedalens kommun)
Nysätern är ett naturreservat i Härjedalens kommun i Jämtlands län.
Området är naturskyddat sedan 1992 och är 400 hektar stort. Reservatet omfattar nordvästsluttningen av fjället Gråsidan i Sonfjällets nationalpark strax öster om fäboden Nysätern. Reservatet består av kalfjäll och fjällbjörkskog.